# Runaljod – gap var Ginnunga
Runaljod – gap var Ginnunga – pierwszy album norweskiego zespołu Wardruna. Wydawnictwo ukazało się 19 stycznia 2009 roku nakładem wytwórni muzycznej Indie Recordings.
Jest również pierwszy z muzycznej trylogii Runaljod (dźwięki run). Każdy z albumów z tej serii ma przedstawiać po osiem run Fuþarku starszego; część nagrań odbywała się w plenerze, w miejscach związanych z poszczególnymi runami.
Pochodzący z płyty utwór „Dagr” został wykorzystany w kanadyjsko-irlandzkim serialu telewizyjnym Wikingowie w odcinku pt. „Eye for an Eye” (2014).

## Lista utworów
Kompozytorem i aranżerem wszystkich utworów jest Kvitrafn.
| Nr  | Tytuł utworu            | Długość |
| --- | ----------------------- | ------- |
| 1.  | „Ár var alda”           | 2:19    |
| 2.  | „Hagal”                 | 7:40    |
| 3.  | „Bjarkan”               | 5:53    |
| 4.  | „Løyndomsriss”          | 3:15    |
| 5.  | „Heimta Thurs”          | 4:18    |
| 6.  | „Thurs”                 | 1:16    |
| 7.  | „Jara”                  | 5:02    |
| 8.  | „Laukr”                 | 4:05    |
| 9.  | „Kauna”                 | 2:34    |
| 10. | „Algir – Stien klarnar” | 4:17    |
| 11. | „Algir – Tognatale”     | 5:39    |
| 12. | „Dagr”                  | 5:38    |
|     |                         | 51:56   |

## Twórcy
- Lindy-Fay Hella – wokal
- Gaahl – wokal
- Hallvard Kleiveland – hardingfele
- Kvitrafn – wokal, pozostałe instrumenty[4]